# 17095 Mahadik
A 17095 Mahadik (ideiglenes jelöléssel 1999 JN26) a Naprendszer kisbolygóövében található aszteroida. A LINEAR projekt keretében fedezték fel 1999. május 10-én.